# Pacification des mœurs
La pacification des mœurs est un concept de sociologie politique et un phénomène social désignant l'évolution historique des sociétés tendant à une réduction de la violence, notamment par la constitution des États-nations, et leur appropriation du droit de violence. Il s'agit d'une interprétation socio-historique. 

## Concept

### Pacification des mœurs par la curialisation
La pacification des mœurs est le sujet du magnum opus du sociologue Norbert Elias, Sur le processus de civilisation. À partir d'une analyse de manuels de bonne conduite et de textes historiques, il explique que la pacification sociale a été conditionnée par la construction de l'État-nation, qui voit l'émergence d'un seigneur dominant les autres seigneurs (le Roi), ce qui conduit à une cessation des combats sur le territoire conquis et consolidé. Les chevaliers doivent poser leurs armes et se conformer aux règles de la cour du roi. Ce phénomène qu'Elias appelle la curialisation permet aux classes possédantes de s'astreindre à des règles de vie étriquées et rigides et à développer un habitus fondé sur le contrôle de soi. Les chevaliers sont ensuite imités par la classe bourgeoise, elle-même imitée par les petits bourgeois, et ceci en cascade. 

### Pacification des mœurs par l'émergence d'un habitus compétitif
Friedrich Nietzsche, dans un fragment de 1872 intitulé La compétition d'Homère, propose une explication de la civilisation des mœurs à partir d'une perception de la violence et de la cruauté comme un terreau fertile à l'éclosion des plus hautes facultés de l'homme. Il analyse les poésies attribuées à Homère et écrit que le génie des Grecs fut de canaliser leur besoin de violence et leur sauvagerie pour en tirer un habitus compétitif civilisateur.
L'omniprésence de la guerre dans le monde grec génère une transposition sociale forte : les grecs théorisent l'agôn et les stichomythies (confrontations verbales dans les tragédies grecques), et créent les jeux panhelléniques où peuvent se retrouver tous les Grecs. Le sport constitue à ce titre un exemple de pacification des mœurs par transposition de la logique guerrière à une logique compétitive dans une sphère sociale réduite.

### Pacification des mœurs par les échanges commerciaux
Montesquieu développe une thèse dite du doux commerce, selon laquelle le commerce « adoucit et polit les mœurs barbares ».